# ثويليل
ثويليل تعتبر إحدى قرى مدينة حائل من الجهة الجنوبية الغربية.

## موقعها
تقع جنوب غرب حائل بين خطي 673-58-5 شمالاً، و 563-532-40 شرقاً، على بعد حوالي 15 كم شرقاً جهة الحائط، وشمالاً جهة القرية بمسافة 2كم.

## سمات موقع القرية
- جبل متوسط أرتفاعه يقع شمال قرية ثويليل، يتكون هذا الجبل من واجهة من الأحجار المتساقطة والمتواجد عليها مجموعة من الرسوم الصخرية لآشكال مختلفة كالأبقار والوعول والخيول والحمير مُزينة بالأشكال الهندسية والآشكال الآدمية.
- من جنوب الجبل خاصةً في الأرض السهلة المحصورة بين الجبل ووادي ثويليل يوجد مذيلان قطر دائرة كل مذيل حوالي 5 م، ويبلغ طولهما حوالي 22م، ويكون هذا الذيل على هيئة صف من الحجر، وغرب المذيلين بقايا لركامين حجريين يتوسطهما دائرة قطرها حوالي 7م.[2]

## انظر ايضاً
- فيد
- جبة (السعودية)

## وصلات خارجية
- ” ثويليل ” أزلية المكان … تعيد ذاكرة الزمان .. ونقوش ثمودية شاهده على عصورها المختلفة.